# TVR・Speed Six
Speed Six（スピードシックス）は、イギリスの自動車メーカーであるTVRが開発した直列6気筒ガソリンエンジンである。

## 概要
このエンジンのプロトタイプ（AJP6）は、エンジニアのAl Mellingが、3.6 L / 4.0 Lユニットとして設計した。合金製のブロックとヘッド、ドライサンプシステム、燃料噴射装置などを備え、軽量かつ高出力なエンジンに仕上がっている。
1999年のサーブラウで初めて搭載された。当初の最高出力は350 PSだったが、その後のタスカンSやサガリスに搭載された仕様では405 PSに達していた。
排気量は3.6 Lと4.0 Lの2種類が存在し、両者とも同じピストンを使用しているが、ストローク長は4.0 Lの方が長くなっている。エンジンのヘッドは24バルブDOHCで、各シリンダーにスロットルバルブとインジェクター（エアフロレス）、等長エキゾーストマニホールドを持つ。また、エンジンを30°傾けて配置することで低重心化を図り、ドライサンプシステムをシャシより低く取り付けることが可能となった。
このエンジンの派生型としてV型12気筒の「Speed Twelve」も製作されたが、量産には至らなかった。

## 搭載車種
- サーブラウ
- タスカン
- T350
- タモーラ
- サガリス